# Салос (деревня, Тракайский район)
Салос (лит. Salos, прежде лит. Saloncai) — деревня в Лентварском старостве Тракайского района Литвы. На севере граничит с одноимённой деревней, отделённой административно в 2000 году. Расположена в 1 км к югу от Григишкес и в 4 км к востоку от Лентвариса.

## Физико-географическая характеристика
На севере граничит с деревней Кулокишкес, входящей в Вильнюсский район, на востоке — с деревней Кулокишкес, входящей в Тракайский район.

## История
Упоминается под названием Салоница на Российских картах 1860 и 1872 годов, под названием Sołonica упоминается на Польских картах 1925 и 1933 годов, под названием Солоница упоминается на Советских картах 1940 года. На картах 1985 и 1990 годов обозначена как Сулининкай. В 2000 году северная часть деревни была административно отделена и включена в состав Вильнюсского района.

## Население
| 1905                           | 1931 | 1979 | 1989 |
| ------------------------------ | ---- | ---- | ---- |
| 61                             | 126  | 58   | 62   |
| Гистограмма динамики населения |      |      |      |